# Eeuwig licht

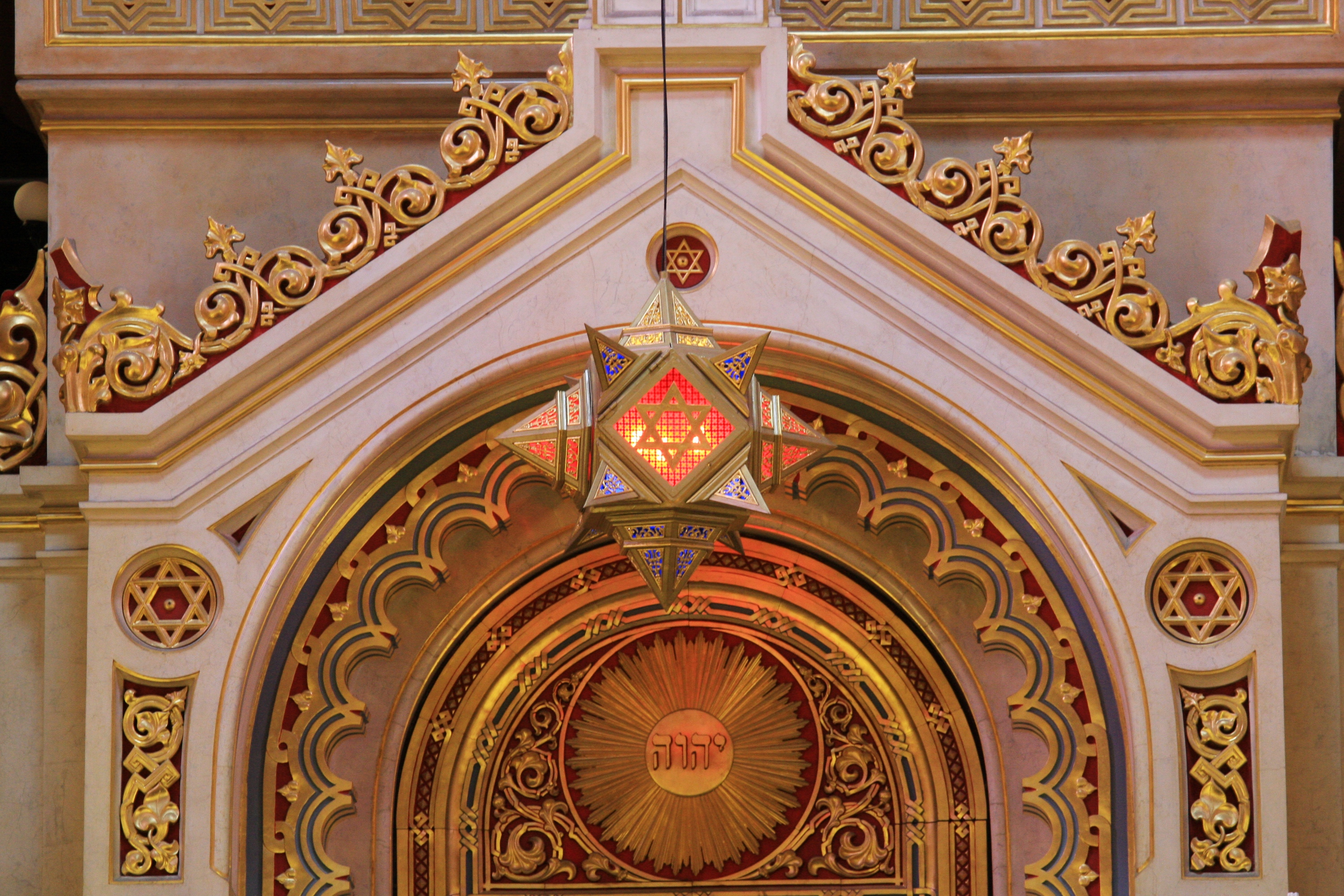
Het nèr tamid in de Grote Synagoge van Boedapest.

Het nèr tamid, ook wel neer tamied of eeuwig licht genoemd, is in de Joodse traditie een lamp die vooraan in de sjoel (synagoge) vóór of naast de aron (Heilige Arke) hangt. Dit licht brandt altijd. De enige onderbreking ervan was in de Tweede Wereldoorlog, toen vrijwel alle synagogen op last van de bezetter werden gesloten,  leeggeroofd en/of vernield.
Het nèr tamid is een symbool voor Gods aanwezigheid en dat Hij waakt over Zijn volk. Voorts geeft het een verwijzing naar de herinwijding van de Tempel van Jeruzalem (zie Exodus 27:20 en Leviticus 24:2), waarbij het eeuwig licht in de vorm van een menora in de tabernakel werd ontstoken.
Soms hangt er een tweede nèr in de synagoge ter nagedachtenis aan de overledenen.
Het gebruik om een eeuwig licht in de synagoge te laten branden is relatief recent en gaat terug tot de zestiende eeuw, toen de lamp zelf gemodelleerd werd naar voorbeeld van de kerklamp. Er gelden geen voorschriften voor wat betreft de vorm, het materiaal of de wijze waarop de verlichting plaatsvindt.